# Wayne's World (film)
Wayne's World is een komische film uit 1992, geregisseerd door Penelope Spheeris, met Mike Myers als Wayne Campbell en Dana Carvey als Garth Algar. Ze spelen de gastheren van een tv-show genaamd Wayne's World. De film was een uitvloeisel van een populaire sketch met dezelfde naam uit het televisieprogramma Saturday Night Live.

## Rolverdeling
| Acteur                | Personage               |
| --------------------- | ----------------------- |
| Mike Myers            | Wayne Campbell          |
| Dana Carvey           | Garth Algar             |
| Tia Carrere           | Cassandra Wong          |
| Rob Lowe              | Benjamin Kane           |
| Lara Flynn Boyle      | Stacy                   |
| Brian Doyle-Murray    | Noah Vanderhoff         |
| Colleen Camp          | Mimi Vanderhoff         |
| Kurt Fuller           | Russell Finley          |
| Chris Farley          |                         |
| Meat Loaf             | Tiny                    |
| Frank DiLeo           | Frankie 'Mr. Big' Sharp |
| Ed O'Neill            | Glen                    |
| Michael DeLuise       | Alan                    |
| Lee Tergesen          |                         |
| Dan Bell              |                         |
| Sean Gregory Sullivan | Phil                    |
| Mike Hagerty          | Davey                   |
| Frederick Coffin      | Koharski                |
| Donna Dixon           |                         |
| Ione Skye             | Elyse                   |
| Robin Ruzan           |                         |
| Charles Noland        | Ron Paxton              |
| Carmen Filpi          |                         |
| Robert Patrick        |                         |
| Alice Cooper          |                         |
| Pete Friesen          |                         |
| Derek Sherinian       |                         |
| Stef Burns            |                         |